# Matthieu-Frédéric Blasius

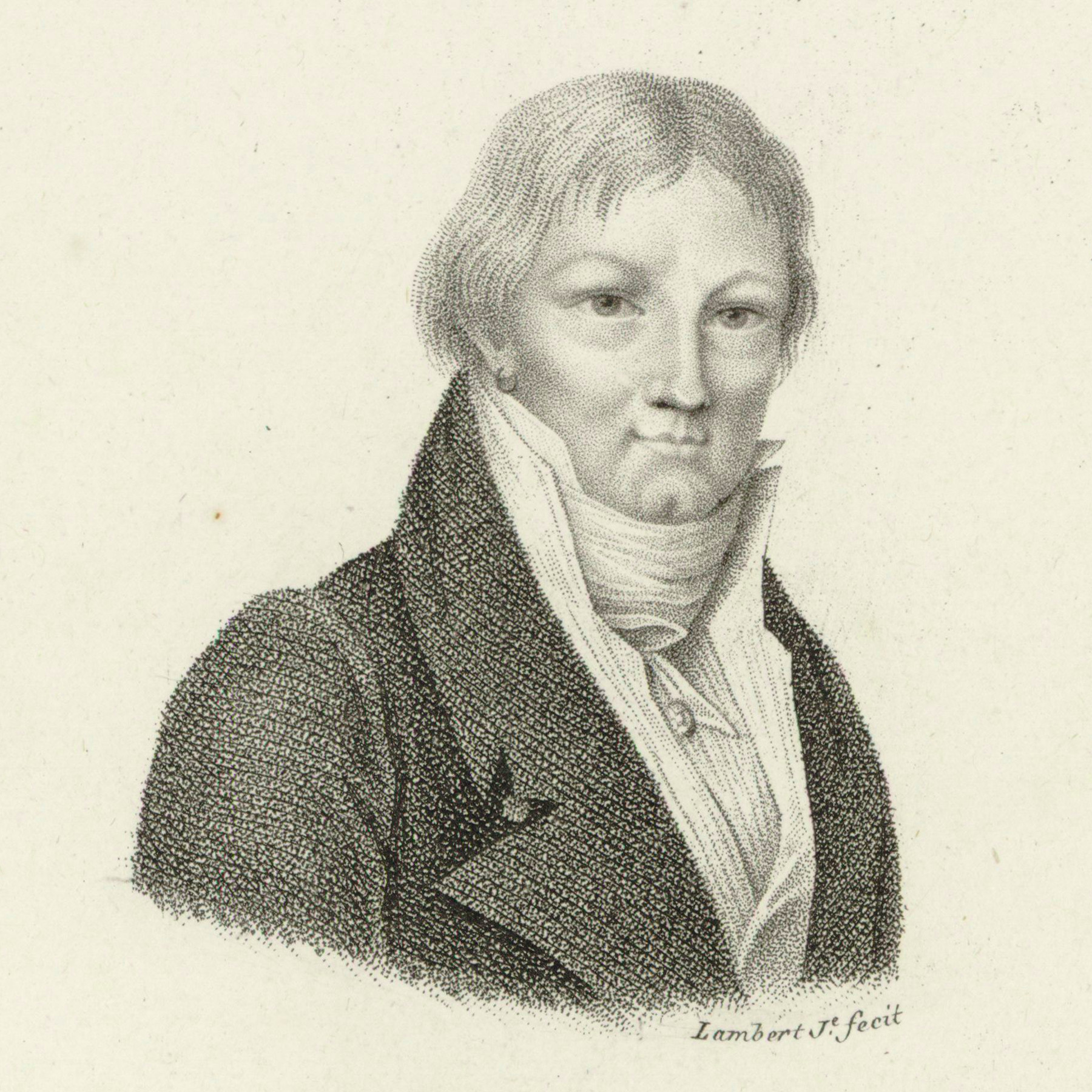
Matthieu-Frédéric Blasius (um 1830)

Matthieu-Frédéric Blasius (* 24. April 1758 in Lauterburg (Elsaß); † 1829 in Versailles) war ein französischer Violinist, Klarinettist, Dirigent, Komponist und Musikpädagoge.

## Leben und Werk
Matthieu-Frédéric Blasius wurde am 24. April 1758 als Sohn deutscher Eltern in Lauterburg geboren. Ersten Musikunterricht erhielt Matthieu-Frédéric Blasius von seinem Vater. Der junge Matthieu-Frédéric Blasius erhielt dann Musikunterricht bei französischen Militärmusikern in Lauterburg. Von 1780 bis 1782 arbeitete Matthieu-Frédéric Blasius für den Bischof von Straßburg, Prinz Louis René Edouard de Rohan. 1784 ging Blasius nach Paris und debütierte im Frühjahr dort als Sologeiger und Dirigent eines seiner eigenen Konzerte. Matthieu-Frédéric Blasius war ab 1790 Dirigent an der Comédie Italienne in Paris. Ab 1795 wirkte er als Professor für Blasinstrumente am Pariser Konservatorium. Von 1802 bis 1816 wirkte er als Kapellmeister der Opéra Comique in Paris.
Matthieu-Frédéric Blasius galt als hervorragender Klarinetten- und Fagottbläser, dessen Kompositionen für Blasinstrumente hoch geschätzt wurden. Er schrieb konkret Trios und Quartette für Blasinstrumente, Klarinettenkonzerte, Fagottkonzerte. Zudem verfasste er eine Nouvelle méthode pour la clarinette (1796). Er komponierte außerdem 3 Violinkonzerte, 12 Streichquartette, Triosonaten, Violinduette und Opern.